# Deporte
El deporte es todo tipo de actividades físicas que, mediante una participación, organizada o de otro tipo, tengan por finalidad la expresión o la mejora de la condición física y psíquica, en desarrollo de las relaciones sociales o el logro de resultados en competiciones de todos los niveles. Se diferencia del juego principalmente en la preparación y capacitación necesarias para su desarrollo, ya que el juego no requiere una preparación específica para su ejecución.
No existe un consenso a la hora de establecer qué requisitos debe reunir una actividad física para ser considerada como deportepero, generalmente, se puede asumir que el deporte es un tipo de actividad física asociado a un alto grado técnico de preparaciónpara la competición, y que requiere de una alta disciplina técnica asociada a una reglamentación institucionalizada mediante federaciones deportivas.
La mayoría de las definiciones lo vinculan también con la «actividad física», que aunque normalmente se asocia con el movimiento del cuerpo (ejercicio físico), es un concepto difuso, en el cual se engloba a algún tipo de actividad destinada al mantenimiento del estado de salud del cuerpo físico y psíquico (incluyendo la mente). Por tanto, podemos entender la actividad mental como parte de la actividad física (o actividad del cuerpo humano), no limitando dicho concepto únicamente a practicar ejercicio físico.
De acuerdo con el Comité Olímpico Internacional, la práctica del deporte es un derecho humano, y uno de los principios fundamentales del Olimpismo es que «toda persona debe tener la posibilidad de practicar deporte sin discriminación de ningún tipo y dentro del espíritu olímpico, que exige comprensión mutua, solidaridad y espíritu de amistad y de juego limpio».
El deporte es una actividad física o mental que se realiza siguiendo ciertas reglas y con fines de competencia, entretenimiento, salud o recreación. Fomenta el desarrollo físico, la disciplina y el trabajo en equipo, y puede ser practicado de forma individual o en grupo. Así mismo, también ayuda a tener una buena salud física.

## Historia
Existen utensilios y estructuras que sugieren que los chinos ya realizaban actividades deportivas hace 6900 años, entre 1066-771 a. C. La gimnasia parece haber sido un popular deporte en la Antigua China. Los monumentos a los emperadores indican que una cierta cantidad de deportes, incluyendo la natación y la pesca, fueron ya diseñados y regulados hace miles de años en el Antiguo Egipto. Otros deportes egipcios incluyen el lanzamiento de jabalina, el salto de altura y la lucha. Algunos deportes de la Antigua Persia como el arte marcial iraní de Zourkhaneh están ligados a las habilidades en la batalla.
Entre otros deportes originales de Persia están el polo y la justa. Por otra parte, en América las culturas mesoamericanas como los mayas practicaban el llamado juego de pelota, el cual a su vez era un ritual.

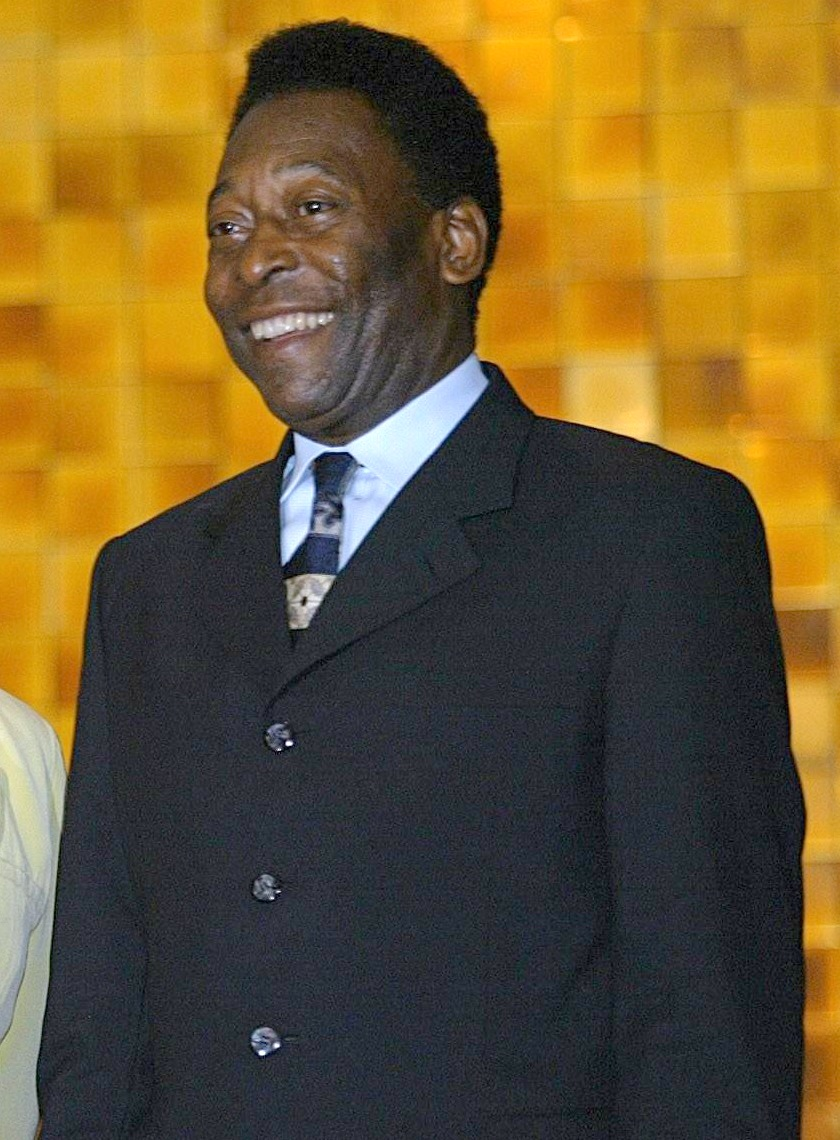
El futbolista Pelé fue distinguido por el COI como el
deportista del »

Una amplia variedad de deportes estaba ya establecida en la época de la Antigua Grecia, y la cultura militar y el desarrollo de los deportes en Grecia se influyeron mutuamente. Para los griegos el deporte era una parte muy importante de su cultura, por lo que crearon los Juegos Olímpicos, una competición que se disputó desde el año 777 a. C. hasta el año 394 d. C. cada cuatro años en Olimpia, una pequeña población en el Peloponeso griego. En 1896 se celebraron los primeros Juegos Olímpicos de la era moderna, en Atenas, gracias a la iniciativa del barón Pierre de Coubertin de recuperar el espíritu de los antiguos Juegos añadiendo un carácter internacional. Los Juegos Olímpicos modernos, regulados por el Comité Olímpico Internacional (COI), se han convertido en el mayor evento deportivo internacional multidisciplinario, con más de 200 naciones participantes.
Los deportes han visto aumentada su capacidad de organización y regulación desde los tiempos de la Antigua Grecia hasta la actualidad. La industrialización ha incrementado el tiempo de ocio de los ciudadanos en los países desarrollados, conduciendo a una mayor dedicación del tiempo a ver competiciones deportivas y más participación en actividades deportivas, facilitada por una mayor accesibilidad a instalaciones deportivas. Estas pautas continúan con la llegada de los medios de comunicación masivos. La profesionalidad en el deporte se convirtió en algo común conforme aumentaba la popularidad de los deportes y el número de aficionados que seguían las hazañas de los atletas profesionales a través de los medios de información. Desde la década de 1920, el fútbol, organizado por la FIFA, ha sido el deporte más practicado en Europa y América Latina.
En la actualidad, muchas personas hacen ejercicio para mejorar su salud y modo de vida; el deporte se considera una actividad saludable que ayuda a mantenerse en forma psicológica y físicamente, especialmente en la tercera edad.

## Significado y uso

### Etimología
La palabra "deporte" procede del francés antiguo desport que significa "ocio", siendo la definición más antigua en inglés, de alrededor de 1300, "cualquier cosa que los humanos encuentren divertida o entretenida".
Otros significados incluyen los juegos de azar y los eventos organizados con el propósito de apostar; la caza; y los juegos y diversiones, incluyendo los que requieren ejercicio. Roget's define el sustantivo sport como una "actividad realizada para la relajación y la diversión" con sinónimos que incluyen la diversión y la recreación.

### Nomenclatura
El término singular "sport" se utiliza en la mayoría de los dialectos ingleses para describir el concepto general (por ejemplo, "children taking part in sport"), y "sports" se utiliza para describir múltiples actividades (por ejemplo, "football and rugby are the most popular sports in England"). El inglés americano utiliza "sports" para ambos términos.

### Definición

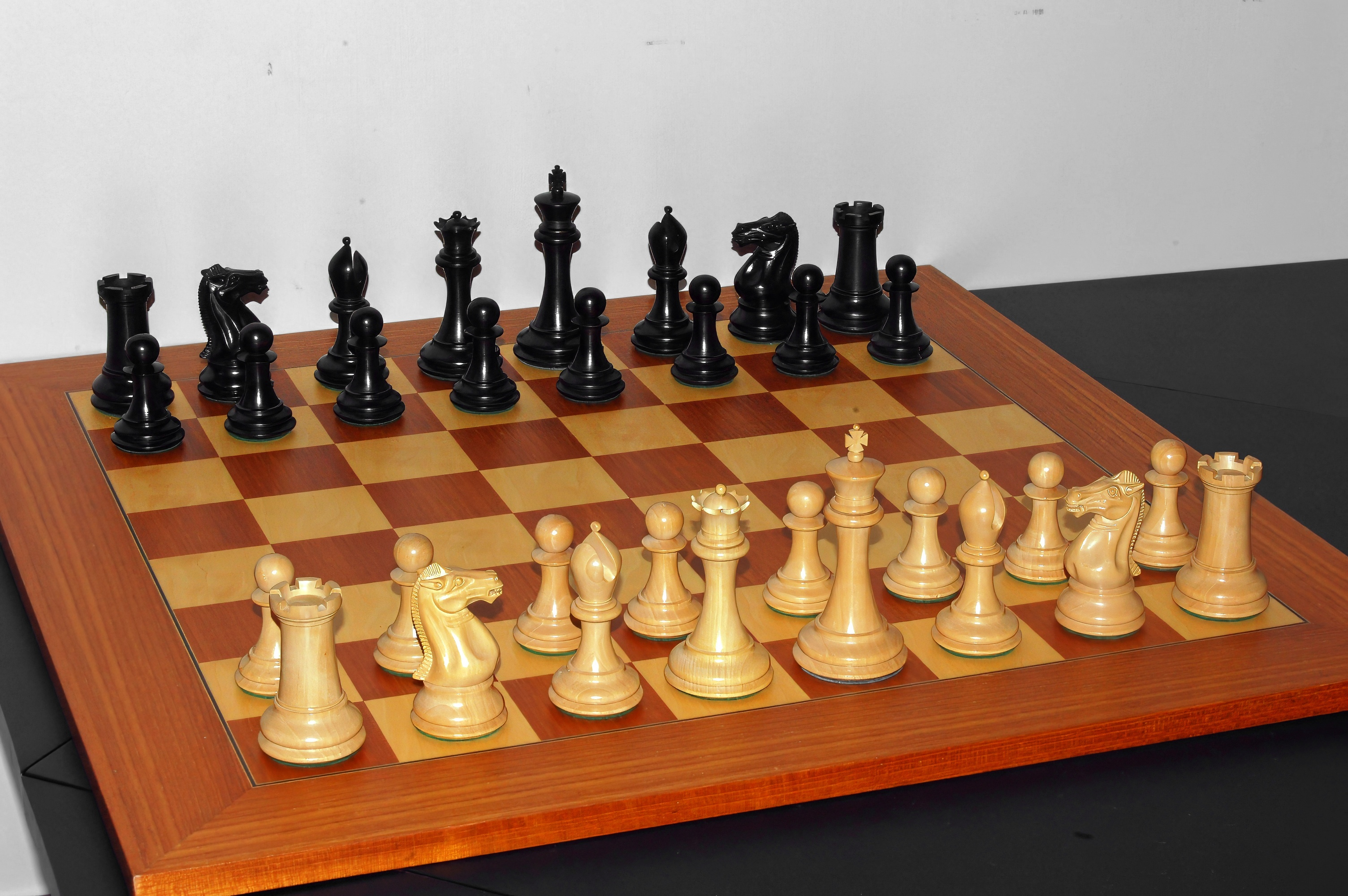
El Comité Olímpico Internacional reconoce algunos juegos de mesa como deportes, incluido el ajedrez.

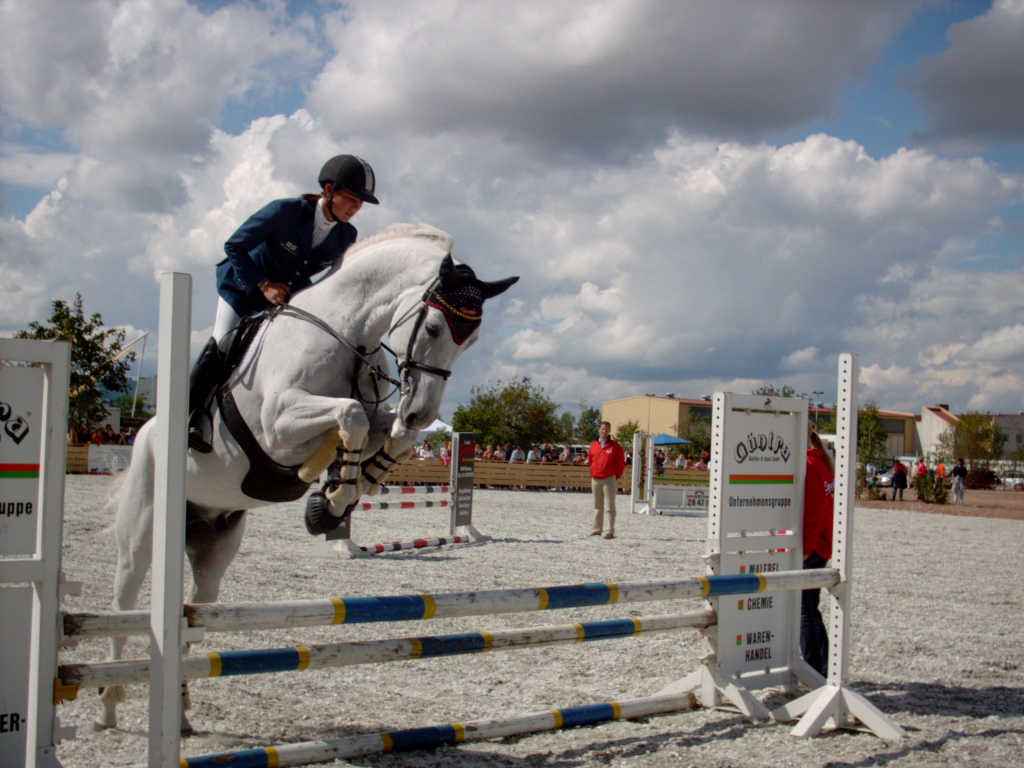
Salto de obstáculos, un deporte de Hípica

La definición precisa de lo que separa un deporte de otras actividades de ocio varía según las fuentes. Lo más parecido a un acuerdo internacional sobre una definición lo proporciona SportAccord, que es la asociación de todas las federaciones deportivas internacionales más importantes (incluyendo el fútbol de asociación, el atletismo, el ciclismo, el tenis, la deportes ecuestres, y más), y es, por tanto, el representante de facto del deporte internacional.
SportAccord utiliza los siguientes criterios, determinando que un deporte debe:
- tener un elemento de competición
- no ser perjudicial para ningún ser vivo
- no depender del equipamiento suministrado por un único proveedor (excluyendo los juegos patentados como el fútbol playa)
- no depender de ningún elemento de "suerte" específicamente diseñado en el deporte.

También reconocen que el deporte puede ser principalmente físico (como rugby o atletismo), principalmente mental (como ajedrez o Go), predominantemente motorizado (como Fórmula 1 o motonáutica), principalmente de coordinación (como deportes de billar), o principalmente con animales, como deportes ecuestres.
La inclusión de los deportes mentales dentro de las definiciones de deporte no ha sido aceptada universalmente, lo que ha dado lugar a desafíos legales por parte de los órganos de gobierno en lo que respecta a la denegación de la financiación disponible para los deportes. Aunque SportAccord reconoce un pequeño número de deportes mentales, no está abierto a admitir más deportes mentales.
Ha aumentado la aplicación del término "deporte" a un conjunto más amplio de retos no físicos como los videojuegos, también llamados esports (de "deportes electrónicos"), especialmente debido a la gran escala de participación y competición organizada, pero éstos no están ampliamente reconocidos por las organizaciones deportivas convencionales. Según el Consejo de Europa, Carta Europea del Deporte, artículo 2.i, Se entiende por deporte toda forma de actividad física que, mediante una participación casual u organizada, tiene por objeto expresar o mejorar la aptitud física y el bienestar mental, formar relaciones sociales u obtener resultados en la competición a todos los niveles.

### Competición

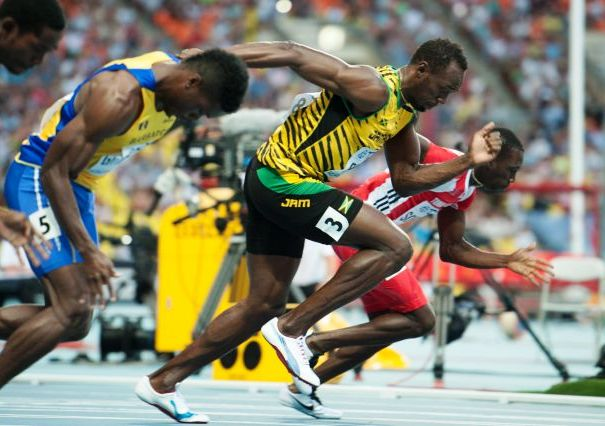
El plusmarquista de 100 metros Usain Bolt (de amarillo) y otros corredores, Moscú, 2013.

Existen opiniones opuestas sobre la necesidad de la competición como elemento definitorio de un deporte, ya que casi todos los deportes profesionales implican la competición, y los organismos rectores exigen la competición como requisito previo para el reconocimiento por parte del Comité Olímpico Internacional (COI) o SportAccord.
Otros organismos abogan por ampliar la definición de deporte para incluir toda la actividad física. Por ejemplo, el Consejo de Europa incluye todas las formas de ejercicio físico, incluidas las que se compiten solo por diversión.
Para ampliar la participación y reducir el impacto de la pérdida en los participantes menos capacitados, se ha introducido la actividad física no competitiva en eventos tradicionalmente competitivos como el «día del deporte» escolar, aunque este tipo de medidas suelen ser controvertidas.
En los eventos competitivos, los participantes se califican o clasifican en función de su "resultado" y a menudo se dividen en grupos de rendimiento comparable, (por ejemplo, sexo, peso y edad). La medición del resultado puede ser objetiva o subjetiva, y se corrige con "hándicaps" o penalizaciones. En una carrera, por ejemplo, el tiempo para completar el recorrido es una medida objetiva. En gimnasia o submarinismo el resultado lo decide un panel de jueces, y por tanto es subjetivo. Hay muchos matices entre el boxeo y las artes marciales mixtas, donde la victoria es asignada por los jueces si ninguno de los competidores ha perdido al final del tiempo del combate.

## Deporte profesional

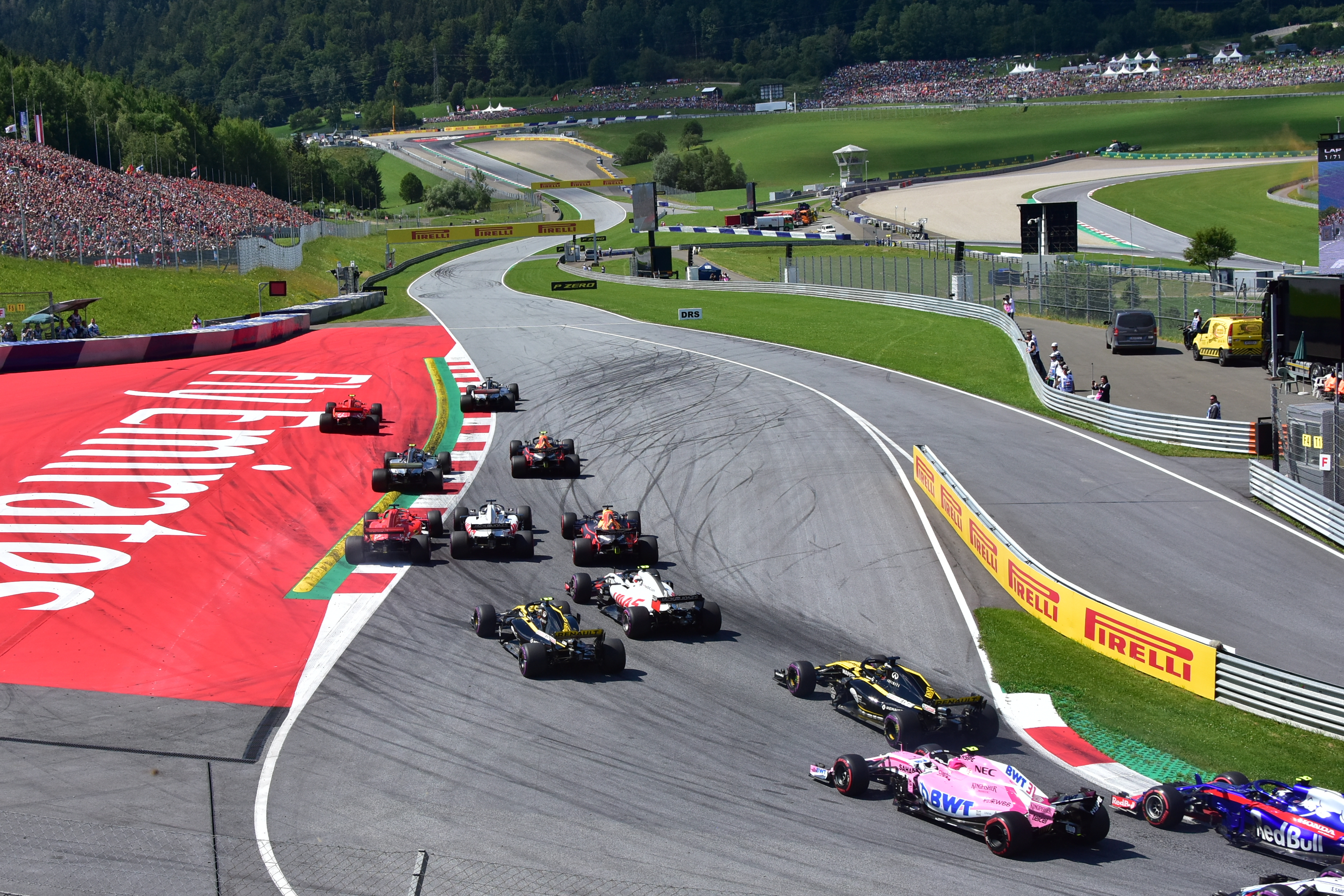
Carrera de Fórmula 1 en Austria.

El aspecto de entretenimiento del deporte, junto al crecimiento de los medios de comunicación y el incremento del tiempo de ocio, han provocado que se profesionalice el mundo del deporte. Esto ha conducido a cierta polémica, ya que para el deportista profesional puede llegar a ser más importante el dinero o la fama que el propio acto deportivo en sí. Al mismo tiempo, algunos deportes han evolucionado para conseguir mayores beneficios o ser más populares, en ocasiones perdiéndose algunas valiosas tradiciones.
El fútbol en Europa y América Latina, o el fútbol americano, el baloncesto y el béisbol en EE. UU., son ejemplos de deportes que mueven al año enormes cantidades de dinero. Esta evolución conduce a un aumento de la competitividad, dado que la lucha por la victoria adquiere otro significado al incluirse también el apartado económico. Este aumento, asimismo, lleva a la aparición de un importante lado negativo de la profesionalidad, incluyendo el uso de diversas argucias o trampas como la práctica del dopaje por parte de los deportistas.
El mundo del deporte como espectáculo mueve anualmente una cantidad cercana a los 70 000 millones de euros (datos de 2014), entre venta de entradas, derechos televisivos y patrocinios. Si se incluyen aquellos consumos relacionados con la práctica del deporte, como material y ropa deportivos, equipamientos, y gastos en salud y forma física, la industria del deporte genera cada año a nivel global cerca de 600 000 millones de euros. Según los datos de audiencia, los torneos más seguidos en el mundo son los Juegos Olímpicos de Verano, la Copa Mundial de Fútbol y Copa del Mundo de Rugby, pero anualmente son la Liga de Campeones de la UEFA, la Liga Nacional de Fútbol Americano, Primera División de España, Premier League y la Asociación Nacional de Baloncesto.

## Arte físico

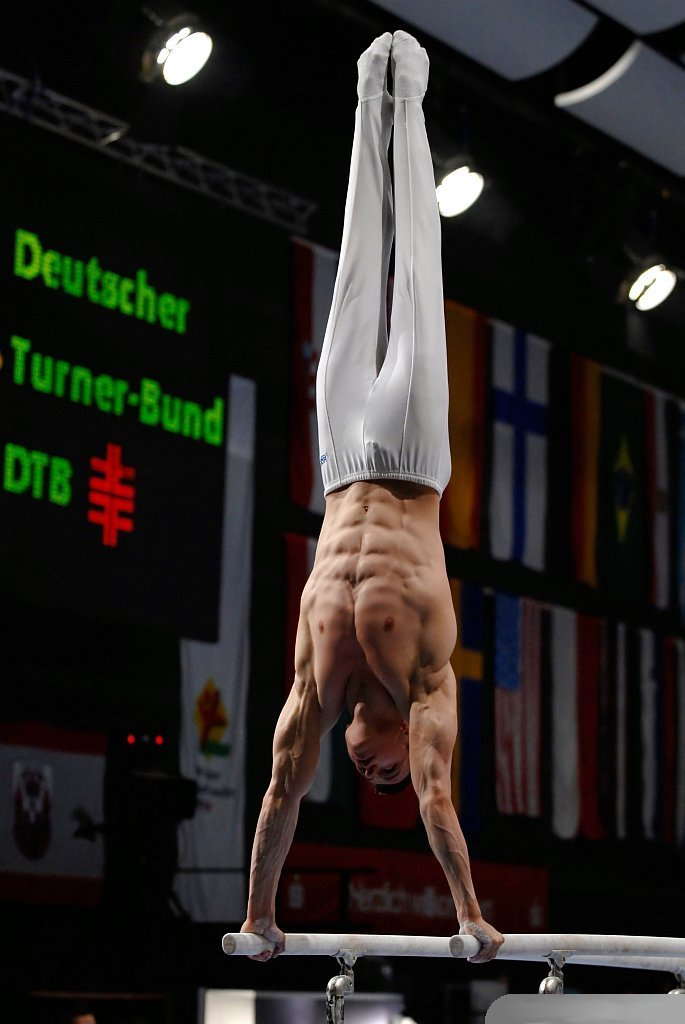
Gimnasta

Los deportes comparten un alto grado de afinidad con el arte. Disciplinas como el patinaje artístico sobre hielo o el taichí, son deportes muy cercanos a espectáculos artísticos en sí mismos. Actividades tradicionales como la gimnasia y el yoga, más recientes como el culturismo, y actividades callejeras como el tricking o el street workout también comparten elementos propios del deporte con elementos artísticos[cita requerida].
El hecho de que el arte sea tan cercano al deporte en algunas situaciones está probablemente relacionado con la naturaleza de los deportes. La definición de deporte establece la idea de ejecutar una actividad no solo para el propósito habitual; por ejemplo, no correr solo para llegar a alguna parte, sino correr por propia voluntad, con el fin de mantener el estado físico.
Esto es similar a una visión común de la estética, que contempla los objetos más allá de su utilidad. Por ejemplo, valorar un coche no por llevarnos de un sitio a otro, sino por su forma, figura, etc. Del mismo modo, una actividad deportiva como el salto no se valora solo como un modo efectivo de evitar obstáculos; también cuentan la habilidad, la destreza y el estilo.

## Tecnología
- Salud: La tecnología se encuentra presente desde la nutrición hasta el tratamiento de lesiones, incrementando el potencial del deportista. Los atletas contemporáneos son capaces de practicar deporte a mayores edades, recuperarse más rápidamente de lesiones y entrenar de forma más efectiva que en generaciones anteriores. Un aspecto negativo de la tecnología aplicada al deporte consiste en el diseño y consumo de sustancias dopantes, las cuales mejoran el rendimiento del deportista hasta muy altos niveles, en ocasiones llegando a afectar seriamente a la salud del mismo, pudiendo ocasionar daños irreversibles en el cuerpo o incluso la muerte. Por esta razón, en un gran número de deportes, dichas sustancias están prohibidas por los distintos órganos reguladores del deporte a nivel profesional, pudiendo significar su consumo la descalificación o la inhabilitación del infractor.
- Instrucción: Los avances de la tecnología han creado nuevas oportunidades en la investigación deportiva. Ahora es posible analizar aspectos del deporte que antes se encontraban fuera del alcance de nuestra comprensión. Técnicas como la captura de movimientos o las simulaciones por ordenador han incrementado el conocimiento acerca de las acciones de los atletas y el modo en que estas pueden mejorarse. Las mejoras en tecnología también han servido para mejorar los sistemas de entrenamiento, en ocasiones asistidas por máquinas diseñadas para tal efecto. Caso práctico se encuentra en el ciclismo.
- Equipamiento: En ciertas categorías deportivas, el deportista se vale de diverso instrumental para llevar a cabo la actividad, así como los bates empleados en béisbol o los balones usados en fútbol o baloncesto. Todos ellos han visto cómo sus características han ido variando con el paso de los años para mejorar el rendimiento deportivo, alterándose factores como la dureza o el peso de los mismos. Asimismo, en algunos deportes de contacto físico se hace necesario el uso de equipo protector por parte del deportista, como por ejemplo en fútbol americano. Estas protecciones también han ido evolucionando con el paso de los años y la propia evolución de la tecnología, dirigiéndose hacia elementos más cómodos y seguros para la práctica deportiva.

## Deporte y sociedad

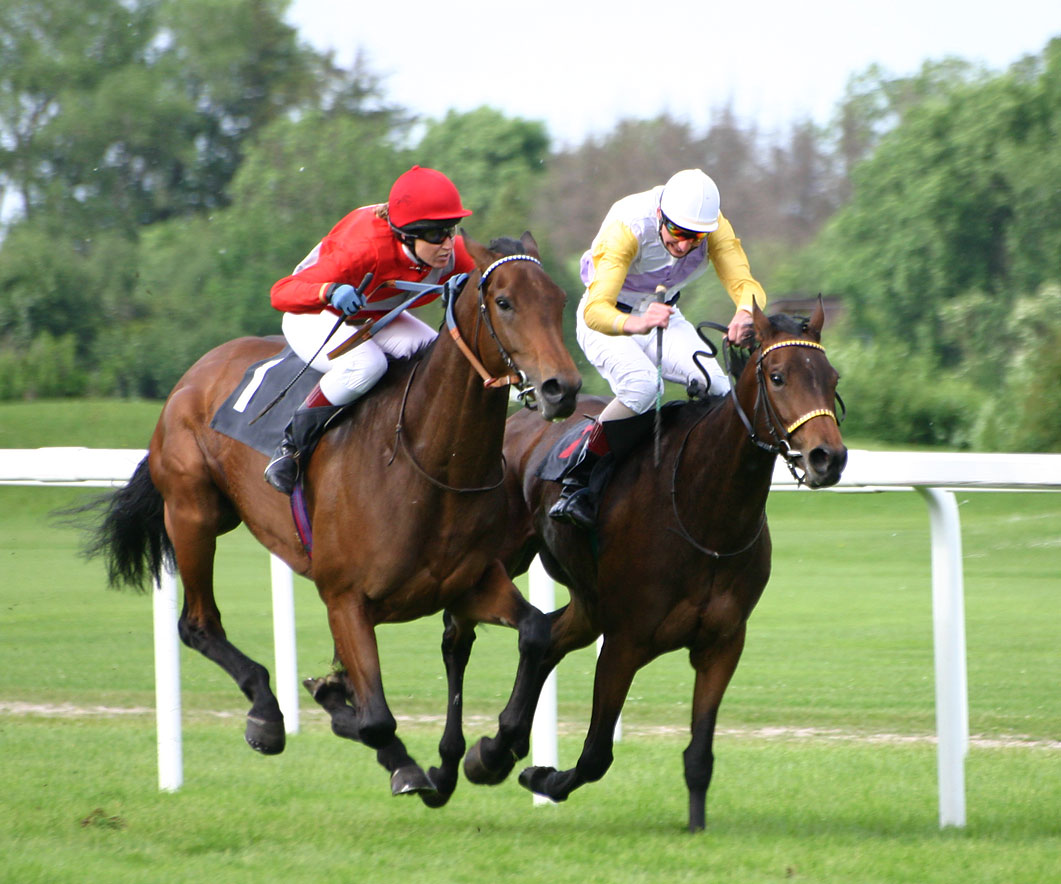
La hípica es conocida como el «deporte de los reyes»

El deporte tiene una gran influencia en la sociedad; destaca de manera notable su importancia en la cultura y en la construcción de la identidad nacional. En el ámbito práctico, el deporte tiene efectos tangibles y predominantemente positivos en las esferas de la educación, la economía y la salud pública. La influencia del deporte en nuestra sociedad es enorme. Hoy en día, la práctica deportiva ha establecido gran parte del tiempo de ocio de las personas, tanto si son espectadores como actores del deporte. 
El deporte es un fenómeno complejo que funciona como instancia de sociabilidad, alimenta el imaginario y las pasiones colectivas, genera sobresaltos de nacionalismo, moviliza ingentes capitales y se presta para la instrumentalización.
Refleja las tendencias sociales del momento histórico en cual se enmarca, configurándose y funcionando como un sistema social completo: es un fenómeno tan relevante a nivel social que contiene elementos característicos de la sociedad en sí misma y pone en movimiento la totalidad de las instituciones de la sociedad.
En el terreno educativo, el deporte juega un papel de transmisión de valores a niños, adolescentes e incluso adultos. En conjunción con la actividad física se inculcan valores de respeto, responsabilidad, compromiso y dedicación, entre otros, sirviendo a un proceso de socialización y de involucración con las mejoras de las estructuras y actitudes sociales. El deporte contribuye a establecer relaciones sociales entre diferentes personas y diferentes culturas y así contribuye a inculcar la noción de respeto hacia los otros, enseñando cómo competir constructivamente, sin hacer del antagonismo un fin en sí. Otro valor social importante en el deporte es el aprendizaje de cómo ganar y cómo saber reconocer la derrota sin sacrificar las metas y objetivos.
En el apartado económico, la influencia del deporte es indudable, debido a la cantidad de personas que practican el deporte así como las que lo disfrutan como espectáculos de masas, haciendo de los deportes importantes negocios que financian a los deportistas, agentes, medios, turismos y también indirectamente, a otros sectores de la economía.
Tiende a regirse cada vez más por las leyes del mercado, propias de una sociedad de masas, que influyen de manera trascendente, no solo en el ámbito político, económico y social, sino también en los demás modelos del deporte contemporáneo.
La práctica del deporte eleva también el bienestar y la calidad de vida de la sociedad por los efectos beneficiosos de la actividad física, tanto para la salud corporal como la emocional; las personas que practican deporte y otras actividades no sedentarias con regularidad suelen sentirse más satisfechos y experimentan, subjetivamente, un mayor bienestar.
La utilización del deporte como mecanismo para lograr desarrollo e inclusión social, está ampliamente difundido en todo el mundo, aun cuando la evidencia rigurosa sobre la efectividad de este tipo de intervenciones es escasa. En este contexto, la Corporación Andina de Fomento ha llevado a cabo una agenda de investigación cuyo objetivo es lograr un mejor entendimiento del potencial de la práctica regular del fútbol como vía para fomentar el desarrollo y la acumulación de habilidades en niños y jóvenes. Para ello, realizaron dos estudios, uno en Colombia y otro en Perú, que contaron ambos con una muestra superior a 1600 jóvenes.
Los resultados de ambas evaluaciones permiten concluir que los programas de fútbol para el desarrollo podrían ser beneficiosos, siempre que se ponga atención a la manera en cómo se implementen y en quiénes se focalicen. De lo contrario, pueden ocasionar efectos negativos en los beneficiarios, especialmente problemas de conducta y agresividad. En este sentido, estos programas tienen el potencial de generar cambios positivos sobre dimensiones socioemocionales y cognitivas cuando se implementan bajo entornos de baja competencia. Por último, el máximo potencial de estos programas, en el corto plazo, se obtiene cuando se focalizan en niños de 8 a 13 años.
El fenómeno del deporte como representación de la sociedad puede explicar su importancia como espectáculo. En este rol, los encuentros deportivos sirven para afirmar el valor y las aptitudes físicas no solo de los jugadores, sino de la comunidad a la que representan. Es común que los resultados en las competiciones internacionales sean interpretados como una validación de la cultura y hasta del sistema político del país al que representan los deportistas. Este aspecto del deporte puede tener efectos negativos, como estallidos de violencia durante o tras las competiciones. Por otro lado, el deporte es considerado como un medio para disminuir la violencia y delincuencia en la sociedad.

## Popularidad
Los 10 deportes más populares del mundo atendiendo al número de seguidores con los que cuentan:
| Ranking | Deporte                                 | Seguidores estimados | Esfera de influencia                                                          |
| ------- | --------------------------------------- | -------------------- | ----------------------------------------------------------------------------- |
| 1       | Fútbol                                  | 3500 millones        | Globalmente, mayormente Europa y América Latina                               |
| 2       | Cricket                                 | 2500 millones        | Principalmente Reino Unido, Subcontinente Indio y la Mancomunidad de Naciones |
| 3       | Baloncesto                              | 2200 millones        | Principalmente América del Norte, China y Europa                              |
| 4       | Hockey (hielo y césped)                 | 2000 millones        | Principalmente América del Norte, Rusia, Asia y Australia                     |
| 5       | Tenis                                   | 1000 millones        | Globalmente                                                                   |
| 6       | Voleibol (incluyendo Voleibol de playa) | 900 millones         | Globalmente                                                                   |
| 7       | Tenis de mesa                           | 900 millones         | Principalmente Asia                                                           |
| 8       | Beisbol                                 | 500 millones         | Principalmente América del Norte y Japón                                      |
| 9       | Fútbol americano                        | 400 millones         | Estados Unidos                                                                |
| 10      | Rugby                                   | 400 millones         | Principalmente Europa, Sudáfrica y Oceanía                                    |

## Potencias en el deporte
En la terminología deportiva, se utiliza el calificativo de potencia mundial para referirse a la capacidad de un país para destacar en uno o varios deportes, ya sea en términos de resultados conseguidos por un atleta individual y/o equipo, participación en competiciones internacionales, inversión en infraestructura, o el fomento de la práctica deportiva entre la población. Algunos países se destacan como potencias por sus logros en eventos como los Juegos Olímpicos, sus equipos de élite en diferentes disciplinas, y su sistema de desarrollo de atletas. Cada deporte, en específico, tiene varíadas características que catalogan a un país como una gran potencia. Del mismo modo y como sucede en el sentido político del término, existe un extenso debate sobre el fenómeno de las «potencias emergentes», que son países que parece probable que obtengan el estatus de «potencia mundial».
En general, varios son los factores que contribuyen a que una nación sea considere como una potencia deportiva:
- Inversión en deporte: Países con mayor inversión en infraestructura deportiva, programas de entrenamiento y apoyo a atletas.[42]
- Sistema de desarrollo de atletas: La existencia de una red de escuelas y clubes deportivos, así como programas de formación de jóvenes talentos.
- Popularidad y cultura: La cultura deportiva de un país, la popularidad de ciertos deportes y el apoyo del público a los equipos nacionales juegan un papel importante.
- Resultados en competiciones internacionales: La cantidad de medallas en eventos como los Juegos Olímpicos, los campeonatos mundiales y otras competiciones, son indicadores de la potencia deportiva de una nación.[43]

Entre los países que son considerados grandes potencias deportivas se encuentran Alemania, China, Estados Unidos, Francia, Japón, Rusia y el Reino Unido, que ocupan constantemente un lugar destacado en los rankings deportivos mundiales. La Unión Soviética, considerada la segunda superpotencia, también se destacó en el ámbito deportivo. Aunque es importante destacar que el concepto puede medirse de diferentes maneras, y las distintas clasificaciones y listas pueden reflejar distintos criterios. Sin embargo, los países mencionados demuestran consistentemente su fortaleza en el panorama deportivo mundial.

### Países considerados como potencias por deporte colectivo

#### Béisbol
Los países considerados potencias del béisbol se encuentran casi en su totalidad en América, tales como México, República Dominicana, Cuba, Estados Unidos y Venezuela, quienes poseen las ligas más dominantes, exportan cientos de jugadores y el deporte en sí goza de impacto mediático entre la sociedad. Otros países como Japón, China, Corea del Sur, Nueva Zelanda e Italia han surgido como potencias emergentes.
El Clásico Mundial de Béisbol es uno de los eventos de béisbol más vistos del mundo, siendo Japón la nación más ganadora con tres títulos (2006), 2009 y 2023. El pelotero cubano Frederich Cepeda ha hecho la mayor cantidad (32) de hits en la historia del torneo.

#### Fútbol
El fútbol es el deporte más popular del mundo, y entre los debates que suelen darse está el de qué países son potencias mundiales y cuales fueron sus méritos para lograr la etiqueta. Normalmente se utiliza la cantidad de veces que una selección nacional ha ganado la Copa Mundial de Fútbol masculina y/o la femenina como, quizás, el gran factor para considerarse una potencia futbolística. En la rama de varones se destacan Brasil (el máximo ganador con cinco copas), Italia con cuatro copas y Argentina con tres; y en la de mujeres, Estados Unidos es el más ganador con cuatro.
Alemania y España, que cuentan con dos de las mejores cinco ligas europeas, son los únicos países que han ambos certámenes mundialistas. Los germanos fueron campeones en las ediciones de 1954, 1974, 1990 y 2014 de la rama varonil y bicampeones en las ediciones 2003 y 2007 de la rama femenil; por su parte, los españoles fueron campeones en 2010 (varonil) y 2023 (femenil).

### Países considerados como potencias por deporte individual

#### Boxeo
Varios países se destacan por tener fuertes tradiciones boxísticas y producir boxeadores de primer nivel. Las naciones que más destacan en gran parte a la cantidad de campeones mundiales son Rusia, México, Cuba, Estados Unidos, Reino Unido, Japón, Filipinas y Ucrania.
En el caso mexicano, cabe señalar la existencia de un estilo creado en dicho país, definido por algunos expertos como «un boxeador de postura ortodoxa, presión constante, agresividad, golpeo al cuerpo y disposición a intercambiar golpes», que sería adoptada por distintas leyendas de este deporte.